# Кандидати на изборима за Европски парламент 2013. (Хрватска)
Кандидати на изборима за Европски парламент 2013. су држављани Републике Хрватске који су се преко својих листа кандидовали на Изборима за Европски парламент у Хрватској који се одржавају 14. априла 2013. године. На изборе се пријавило 28 листа. 
На изборима се бира 12 чланова који представљају Хрватску у Европском парламенту и који ће се прикључити мандату парламента од 2009–2014 након што Хрватска постане чланица Европске уније 1. јула 2013. године.
Свака листа за Изборе пријавила је по 12 кандидата колико се бира чланова у Европски парламент из Хрватске. Укупно је кандидовано 336 кандидата. Мушких кандидата има 207 или 61,6%, док је женских кандидата 129 или 39,4%. Најмлађи кандидат на дан Избора ће имати 22 године, док ће најмлађа кандидаткиња имати 23. Најстарији кандидат на дан Избора ће имати 80 године, док ће најстарија кандидаткиња имати 73.
Најмлађа листа кандидата на изборима је листа Акције младих с укупним просеком старости кандидата од 28 година. Поред тога, њихова листа једина је листа с просеком старости кандидата испод 30 година. Најстарија листа кандидата на изборима је листа Демократског центара с укупним просеком старости кандидата од 61,8 година. Њихова листа једина је листа с просеком старости кандидата изнад 60 година.

## Кандидати по листама
На изборе се пријавило укупно 336 према следећим листама:

### Абецеда демокрације
Абецеда демокрације кандидовала је:
1. Мирко Макаус
2. Гордана Поповић
3. Маја Вујанић
4. Рената Врдољак
5. Иван Цветковић
6. Славко Мандекић
7. Мира Хорват
8. Самир Мучоли
9. Владимир Конечни
10. Сандра Бонифачић Баричевић
11. Оливер Павић
12. Доротеа Павлетић

### Агенда младих демократа
Агенда младих демократа кандидовала је:
1. Ведран Видмар
2. Игор Киндиј
3. Зоран Павловић
4. Ана Сивакова
5. Ирена Бошковић
6. Вјекослав Бошковић
7. Борис Чубрић
8. Антонио Барњак
9. Мирна Лекић
10. Валерија Касумовић
11. Клементина Башковић
12. Александар Земуник

### Акција младих
Кандидати су:
1. Марио Лозанчић
2. Роберт Курелић
3. Мандица Врањица
4. Марио Маролин
5. Миа Масњак
6. Томислав Мамић
7. Ивана Грипарић
8. Томислав Лесингер
9. Бранка Јањић
10. Ивана Маларић
11. Илија Пашалић
12. Лада Црнобори

### АСХ, ДСЖ, СП и СПХ–БУЗ
Коалиција странака коју чине Акција социјалдемократа Хрватске, Демократска странка жена, Савез за промене и Странка пензионера Хрватске – Блок пензионери заједно кандидовали су:
1. Иван Пернар
2. Златко Кларић
3. Марија Јелинчић
4. Даница Сарделић
5. Лаура Олујић
6. Сњежана Новак
7. Емил-Фрањо Маркановић
8. Владимира Палфи
9. Сања Јуриша
10. Дамир Трначић
11. Душан Цветановић
12. Захир Курбашић

### АБХ и Једино Хрватска
Акција за бољу Хрватску и странка Једино Хрватска – Покрет за Хрватску – Једино Хрватска су кандидовали:
1. Марјан Бошњак
2. Марио Славичек
3. Недјељко Батиновић
4. Славен Суба
5. Игор Јелчић
6. Младен Пањак
7. Анђела Салапић
8. Јурица Стелма
9. Иван Пепић
10. Антун Лауца
11. Игор Ковач
12. Жељко Цвртила

### Аутохтона – Хрватска сељачка странка
Кандидати су:
1. Бранко Борковић
2. Бруно Лангер
3. Гордана Радић
4. Марин Видић
5. Петар Миклош Ваис
6. Сања Кумпар
7. Јасенко Стипац
8. Ален Фућак
9. Рајка Риглер-Куновица
10. Томислав Чепеља
11. Аријана Петрић
12. Алојз Хорват

### Аутохтона – Хрватска странка права
Кандидати су:
1. Дражен Келеминец
2. Петар Вучић
3. Мирослав Старчек
4. Иванка Полић
5. Младен Шварц
6. Нено Дождор
7. Шиме Толић
8. Милан Бингула
9. Рудолф Форк
10. Младен Шепић
11. Феликс Шаула
12. Денис Шешељ

### Демократски центар
Кандидати Демократског центара су:
1. Слободан Ланг
2. Аида Цвејтковић
3. Вида Демарин
4. Дарко Довранић
5. Јошко Јуванчић
6. Вјера Каталинић
7. Драган Милановић
8. Бранко Пек
9. Данијел Рехак
10. Тибор Санто
11. Ина Вукић
12. Петар Башић

### Глас разума и Међимурска странка
Кандидати су:
1. Срећко Сладољев
2. Ђула Рушиновића
3. Лидија Гајски
4. Иван Руде
5. Александар Солтишик
6. Никола Дупер
7. Аида Јукић
8. Милан Перковац
9. Дубравка Финка
10. Ратко Мартиновић
11. Тања Поповић Филиповић
12. Соња Јадрешки

### Храст – Покрет за успешну Хрватску
Кандидати су:
1. Ладислав Илчић
2. Крешимир Милетић
3. Иван Пољаковић
4. Ивица Грковић
5. Хрвоје Хитрец
6. Марсела Шперанда
7. Кузма Ковачић
8. Перо Вучица
9. Карла Конта
10. Хрвоје Слезак
11. Јелена Ћорић Мудровчић
12. Џиво Брчић

### Хрватска чиста странка права
Кандидати су:
1. Томислав Сунић
2. Крешимир Михајловић
3. Јасенка Халеуш
4. Ксенија Муса
5. Иван Лозо
6. Дражен Пехар
7. Мате Бекавац
8. Иван Павић
9. Дарија Лончаревић
10. Марин Перковић
11. Динко Путник
12. Златко Шрам

### ХДЗ, ХСП АС и БУЗ
Хрватска демократска заједница и њени партнери Хрватска странка права др Анте Старчевић и Блок пензионери заједно кандидовали су:
1. Дубравка Шуица
2. Андреј Пленковић
3. Давор Иво Штир
4. Ивана Малетић
5. Здравка Бушић
6. Ружа Томашић
7. Жељана Зовко
8. Кристијан Тушек
9. Кршеван Антун Дујмовић
10. Здравко Крмек
11. Иван Бубић
12. Миливој Шпика

### Хрватска радничка странка
1. Младен Новосел
2. Вања Бабић Жагар
3. Ивона Катуша
4. Романа Ђидара
5. Катица Бабић
6. Драган Момчиловић
7. Фрањо Маркулинчић
8. Жељко Шантек
9. Невен Белић
10. Томислав Јурић
11. Данијел Финдрик
12. Иван Брлековић

### ХСС и ХСЛС
Хрватска сељачка странка и Хрватска социјално-либерална странка су кандидовали:
1. Мирослав Рожић
2. Горан Бандов
3. Ружица Вуковац
4. Ивана Пукшец
5. Љубомир Мајданџић
6. Рената Шеперић Петак
7. Иван Божиков
8. Марија Кукућ
9. Дијана Печкај Вуковић
10. Невенка Цигровски
11. Нела Ковачевић
12. Слободан Микац

### Хрватска странка права
Кандидати Хрватске странке права су:
1. Данијел Срб
2. Илијана Врбат Пејић
3. Пејо Трговчевић
4. Берислав Гржанић
5. Перо Ковачевић
6. Деан Ђирото
7. Мира Антић
8. Антун Кљенак
9. Дарија Палош
10. Паул Цота
11. Ивана Гудић
12. Франо Врањковић

### ХДССБ, ХДССД и Зелени Хрватске
Хрватски демократски савез Славоније и Барање, Хрватски демократски слободарски савез Далмације и Зелени Хрватске су кандидовали:
1. Стјепан Рибић
2. Борис Антуновић
3. Боро Грубишић
4. Хрвоје Томасовић
5. Здравко Пеко
6. Славица Јелинић
7. Марија Мамић
8. Марина Ковач Јурковић
9. Борко Барабан
10. Тамара Палчић
11. Иван Самбуњак
12. Дражен Ђуровић

### Хрватски лабуристи — Странка рада
Кандидати Хрватских лабуриста су:
1. Никола Вуљанић
2. Марита Брчић
3. Стипе Дрмић
4. Дина Домијан
5. Дамир Хршак
6. Драго Чулина
7. Ђулијано Грум
8. Силвија Долошић
9. Вилијам Негри
10. Зденка Бребрић
11. Марија Шуберт
12. Аљана Ковачић

### Кандидацијска листа Иван Јаковчић
Једину листу кандидата пријавио је Иван Јаковчић. Кандидати на његовој листи су:
1. Иван Јаковчић
2. Нела Сршен
3. Власта Пилижота
4. Никола Иваниш
5. Дарко Лоренцин
6. Никола Лунић
7. Ђовани Ћерногора
8. Сњежана Абрамовић Милковић
9. Марија Ђурин
10. Томислав Гол
11. Вивијана Бенуси
12. Наташа Плишић

### Наша странка и Нова српска странка
Кандидати коалиције српских странака Наша странка и Нова српска странка су:
1. Јован Ајдуковић
2. Славко Мирнић
3. Светислав Лађаревић
4. Драган Тодић
5. Миленко Живковић
6. Љиљана Сремац
7. Љубомир Ајдуковић
8. Ратко Мрђа
9. Петко Томић
10. Ђорђе Максимовић
11. Срђан Васиљевић
12. Бојан Ерић

### Независни сељаци Хрватске
1. Мато Млинарић
2. Весна Вранкић
3. Томо Остојић
4. Азра Ковачић
5. Дубравка Маврин
6. Антун Иштвановић
7. Луција Биљака
8. Антун Фурјан
9. Робертина Чухнил
10. Марица Чичак
11. Весна Њежић
12. Владимир Новотни

### Породична странка
Кандидати Породичне странке су:
1. Катарина Тонковић Пигац
2. Душан Бешлић
3. Крешимир Штетић
4. Анђа Ћурић-Слуњски
5. Марина Сабљић
6. Јосип Томичић
7. Томислав Јурић
8. Златко Грегов
9. Никола Роца
10. Горан Перић
11. Марија Студен
12. Дражен Дујмовић

### Пиратска странка
Кандидати хрватске Пиратске странке су:
1. Маша Утковић
2. Иван Ворас
3. Мирослав Амбруш-Киш
4. Горан Каузларић
5. Иван Ожватић
6. Соња Папеш
7. Марко Сучић
8. Дарио Видовић
9. Марко Доко
10. Јурај Флајс
11. Хрвоје Јегјуд
12. Бојан Копитара

### Покрет за модерну Хрватску
1. Анте Росо
2. Сандра Брсеч Ролих
3. Радован Смоквин
4. Клаудија Човић
5. Сулејман Табаковић
6. Дарко Петричић
7. Соња Влахек
8. Јозо Чабраја
9. Жељко Поповић
10. Паска Качинари
11. Јурица Илић
12. Дамир Гашпаровић

### СДП, ХНС и ХСУ
Социјалдемократска партија, Хрватска народна странка и Хрватска странка пензионера су кандидовали:
1. Тонино Пицула
2. Биљана Борзан
3. Марио Балдини
4. Олга Ваљало
5. Сандра Петровић Јаковина
6. Јозо Радош
7. Марија Илић
8. Сабина Гласовац
9. Ведрана Гујић
10. Ивица Лукановић
11. Мелита Мулић
12. Сњежана Шпањол

### Социјалистичка радничка партија Хрватске
Кандидати Социјалистичке радничке партије су:
1. Борис Богданић
2. Владимир Капуралин
3. Иван Влаинић
4. Јасна Ткалец
5. Лидија Чуло
6. Давор Ракић
7. Весна Николић-Гргас
8. Драгица Ловрековић
9. Далибор Видовић
10. Владо Бушић
11. Вања Војводић
12. Данијел Пикутић

### Странка пензионера
Кандидати Странка пензионера хрв. Stranka umirovljenika су:
1. Мира Чокић
2. Жарко Делач
3. Горана Медвидовић
4. Јарослав Масарини
5. Катица Гргић
6. Стефан Новак
7. Бранка Малнар
8. Мирко Бијелоњић
9. Лидија Стиплошек
10. Ивица Главаш
11. Наташа Михић
12. Иван Пинтур

### Загребачка независна листа
1. Дијана Кобац Дешковић
2. Марио Обрадовић
3. Ана-Марија Кулушић
4. Јанко Иваниш
5. Ивана Грчић
6. Матео Гулам
7. Ива Бионда Вранарчић
8. Никола Бребрић
9. Ксенија Датковић
10. Марко Матоића
11. Марија Сушењем
12. Дамир Гргић

### Зелени заједно
1. Тони Видан
2. Александра Старчевић
3. Бојана Генов-Матунци
4. Младен Корднић
5. Рената Враницани Азиновић
6. Златко Бурић
7. Вера Петрињак-Шимек
8. Зоран Ферић
9. Свјетлана Лугар
10. Тони Габрић
11. Ивана Бабић
12. Владимир Лај